# Кохила (посёлок)
Ко́хила (эст. Kohila) — городской посёлок в волости Кохила уезда Рапламаа, Эстония. Административный центр одноимённой волости.

## География и описание
Посёлок Кохила расположен на севере уезда Рапламаа на берегу реки Кейла. По Вильяндискому шоссе от Кохила до Рапла — 20 км, до Таллина — 28 км. Площадь — 3,85 км2. Высота над уровнем моря — 60 метров.
Официальный язык — эстонский. Почтовые индексы — 79801, 79804, 79805, 79806, 79807, 79808, 79891.
Рядом с посёлком проходят железная дорога Таллин—Вильянди, шоссе Таллин—Рапла—Тюри и дорога Керну—Кохила.
В центре посёлка находится природоохранный объект — сосновый лес Капа, превращённый в лесопарк.

## Население
По данным переписи населения 2011 года в Кохила проживали 3 346 человек, из них 2 942 (87,9 %) — эстонцы.
По состоянию на 1 апреля 2020 года в посёлке проживали 3163 человека, из них 1663 женщины и 1500 мужчин.
По данным переписи населения 2021 года, число жителей посёлка составляло 3295 человек, из них 2968 (90,3 %) — эстонцы.
Численность населения посёлка Кохила:
| Год  | 1922 | 1989    | 2000    | 2011    | 2020    | 2021    |
| ---- | ---- | ------- | ------- | ------- | ------- | ------- |
| Чел. | 276  | ↗ 3 593 | ↘ 3 407 | → 3 407 | ↘ 3 163 | ↗ 3 295 |

## История
Самые древние части посёлка расположены на западном берегу реки Кейла. В Датской поземельной книге 1241 года это деревни под названиями Койл (Koil, также Koylae) и Тохисоо (Tois). Первая располагалась на севере посёлка в районе современных улиц Йыэ (Jõe) и Тёэстузе (Tööstuse), вторая — у его южной границы. Позже деревня Кохила стала принадлежать мызе Койл, а деревня Тохисоо — мызе Тойс.
Первые сведения о мызе Койл (Кохила) относятся к 1438 году, одноимённая деревня была окончательно разрушена в конце 17-го столетия. Мыза Тойс (Тохисоо) была основана в середине 17-го столетия, одноимённая деревня исчезла из упоминаний в начале 19-го столетия.
В 1893 году владелец мызы Койл Kарл Фридрих фон Людер перестроил свою лесопильню-мукомольную мельницу в небольшую картонную фабрику, которая насчитывала 10 рабочих. Позже она стала принадлежать основанному в 1899 году акционерному обществу «Бумажная фабрика Кохила» (AS Kohila paberivabrik). В 1901 году начала работать местная железная дорога. Всё это дало заметный толчок развитию Кохила. За поселением, возникшим вокруг господского особняка мызы Койл, почтовой станции Капа и находящейся под одной с ней крышей корчмы, до Первой мировой войны закрепилось двойное название Капа-Кохила.
В 1945 году поселение Кохила получило статус посёлка городского типа. В советское время он был административным центром Кохилаского сельсовета.
В посёлке действуют православный приход при Храме Вознесения Господня в Ангерья, лютеранский приход церкви святого Ламберта в Хагери (Эстонская евангелическо-лютеранская церковь) и баптистский приход.

## Инфраструктура

### Образование
В посёлке работают два детских сада — «Мянни» и «Сипсик», а также центр дневного ухода за детьми (детские ясли) «Таави и Трийну». Основное и гимназическое образование можно получить в Кохилаской гимназии, в которой до 2001 года можно было учиться и на эстонском, и на русском языках (в настоящее время обучение ведётся только на государственном языке). В 2002/2003 учебном году в гимназии насчитывалось 847 учеников, в 2009/2010 учебном году — 722.
В главном здании бывшей мызы Тохисоо действует Учебный центр, где работают музыкальное и художественное отделения, различные рабочие комнаты, имеется комната для семинаров и зал с хорошей акустикой. В бывшем господском доме мызы Кохила c 2013 года работает частная школа. Плата за обучение в I, II III ступенях отсутствует, оплачивается только углублённое изучение английского языка, которое начинается с первого класса. В 1–5-м классах мызной школы обучение ведётся отдельно для девочек и мальчиков и основывается на христианских традициях.

### Медицина и социальное обслуживание
В Центре здоровья, реновация которого завершилась в начале 2020 года, работают 3 семейных врача, окулист, физиотерапевт, домашняя медсестра и пункт скорой помощи. Стоматологические услуги оказывает предприятие Kohila Meedik OÜ. В посёлке есть 2 аптеки. Социальное обслуживание людей с особыми потребностями обеспечивает Центр безопасности Кохила (Kohila Turvakeskus).

### Досуг и спорт
В посёлке есть библиотека, в которой работает общественный интернет-пункт. Есть несколько благоустроенных общественных парков и лесопарков: Детский парк, сосновый парк Капа, хвойные лесопарки Лепалуку и  Масти, лиственный парк мызы Тохисоо. Имеются спортивный комплекс международного класса, стадион, футбольное поле, скейтпарк, скейтхолл. С 2007 года каждое лето на стадионе посёлка проходят соревнования по лёгкой атлетике. В Детском парке располагаются общедоступные тренажёры. В бывшем главном здании мызы Кохила работает дзюдо-клуб Aitado. В Кохила есть волейбольный, футбольный, танцевальный клубы, клуб гимнастики.
C 2003 года в посёлке работает танцевальная школа JJ-Street — первая и самая большая школа уличного танца в Эстонии.
На улице Туру расположен Открытый молодёжный центр. Основан в 2003 году; рассчитан для детей и молодёжи от 7 до 26 лет. Посещение центра и участие в его кружках по интересам бесплатны. Центр также организует различные молодёжные мероприятия: школьные дружины, детские лагеря, праздники. Работники центра оказывают помощь в учёбе. В апреле 2016 года при центре была открыла Молодёжная комната (Noorte Tugila), программа которой направлена на 15–26-летних людей, не занятых учёбой или работой. Её деятельность финансируется из Социального фонда Европейского Союза по программе «Вовлечение молодых людей, подвергающихся риску изоляции, и улучшение возможностей их трудоустройства».
С 2001 года в посёлке проходит международный керамический симпозиум, в котором принимают участие художники-керамисты из разных уголков планеты: от Америки до Индии. Почти на три недели окрестности бывшей мызы Тохисоо превращаются в маленькую керамическую мастерскую, где изготавливаются различные изделия из глины и происходит обмен опытом в сжигании древесины.
С 2006 года в День матери проходит традиционный «Парад карапузов», в котором принимают участие малыши, родившиеся в предшествующий этому событию год, их мамы и бабушки. После парада проводятся выборы ‹Матери года» и небольшой концерт.
С 2009 года каждое лето в парке мызы Тохисоо проходит музыкальный фестиваль Kapa Festival (до 2020 года — Kaparock) — мероприятие, предоставляющее возможность выступления местным музыкальным группам и ставшее в последние годы очень популярным.

### Транспорт, услуги и торговля
Местный транспорт представлен автобусами и маршрутными такси, соединяющими посёлок с другими населёнными пунктами волости. Междугородние автобусы ходят в Таллин, Рапла и Вяндра.
В посёлке есть железнодорожная станция, на которой останавливаются дизель-поезда, следующие в Таллин, Рапла, Лелле, Тюри, Вильянди и Пярну.
Работают несколько магазинов, два из которых принадлежат крупным торговым сетям Coop и Grossi. Помещения бывшей водяной мельницы мызы Кохила на реке Кейла занимает бар “Veski baar”. В посёлке есть ещё 9 различных кафе, пабов и бистро. Работают общественная баня и салон красоты.

## Экономика
Кохилаская бумажная фабрика (нынешнее название — KP Factory OÜ) является самым старым промышленным предприятием посёлка; её деятельность приостанавливалась на некоторое время, затем возобновлялась. Самое крупное по численности работников предприятие посёлка — фанерная фабрика Kohila Vineer OÜ.
Крупнейшие работодатели посёлка Кохила по состоянию на 31 декабря 2019 года:
| Предприятие/организация | Вид деятельности                   | Численность работников |
| ----------------------- | ---------------------------------- | ---------------------- |
| Kohila Vineer OÜ        | Производство шпона и фанеры        | 207                    |
| Kohila gümnaasium       | Гимназия                           | 129                    |
| Волостная управа Кохила | Орган государственного управления  | 105                    |
| KP Factory OÜ           | Производство писчебумажных изделий | 46                     |
| Kohila lasteaed Männi   | Детский сад                        | 43                     |
| Kohila lasteaed Sipsik  | Детский сад                        | 38                     |

## Достопримечательности
- Одна из красивых природных частей Кохила связана с рекой Кейла. На её западном берегу расположен находящийся под охраной государства парк Тохисоо (4,8 гектара), в котором произрастает почти 40 видов деревьев и кустарников[5][32]. Отремонтированный особняк мызы Тохисоо в Государственный регистр памятников культуры Эстонии не внесён;
- мыза Кохила, памятник культуры. Под охраной государства находятся 6 объектов мызного комплекса: главное здание, амбар-сушилка (в настоящее время в нём работают начальные классы мызной школы и библиотека), дом управляющего, дом прислуги, каретник-конюшня и кузница[33];
- храм Вознесения Господня апостольской православной церкви.

## Известные личности
В Кохила родились, жили и учились певицы Биргит Ыйгемеэль (победила в 2007 году на шоу «Эстония ищет суперзвезду», участвовала в Евровидении-2013) и Кади Тоом, а также футболист Энар Яагер. Основную школу Кохила закончил певец Вайко Эплик.

## Список улиц
Список улиц посёлка согласно Реестру автомобильных дорог Эстонии:
Улицы: Айа, Айанди, Биотийги, Вабадузе, Вабрику, Вайкне, Вяйке, Вялья, Ида, Йыэ, Йыэкалда, Казе, Калда, Канникезе, Капа, Киви, Кооли, Куке, Куузику, Лай, Лейли, Лепа, Лепалуку, Лийва, Луха, Лыуна, Метса, Мюнди, Мяннику, Нурме, Паэ, Паю, Пийриээре, Пости, Пуйду, Пыллу, Раадику, Райдури, Раудтеэ, Рахвамая, Рохелине, Роху, Салутагузе, Серва, Сиде, Сытка, Тёэстузе, Тооме, Тулетырье, Тульби, Туру, Тухамяэ, Уус, Харака, Хейна (бывш. Ристику), Хоммику, Ыхту, Ээбику, Ээре, Яама.
Переулки: Вабадузе, Вялья, Кооли, Куке, Лыуна, Метса, Нурме, Пийриээре, Пыллу, Рахвамая, Рохелине, Серва, Тёэстузе, Тооме, Тулетырье, Туру.
Шоссе и дороги: Аанду теэ, Ветука теэ, Вильянди маантеэ (Вильяндиское шоссе), Йыэлынга теэ, Кальмисту теэ, Кийза теэ, Линда теэ, Неэме теэ, Нымме теэ, Пяэвахойу теэ, Пяэсте теэ, Урге теэ, Хярьяоя теэ.

## Галерея
- Волостная управа Кохила
- Гимназия
- Библиотека (памятник культуры)
- Жилой дом на улице Тёэстузе
- Православная церковь
- Баптистская церковь
- Пешеходный мост через реку Кейла
- Водяная мельница на реке Кейла
- Посёлок Кохила зимой
- Прачечная
- Железнодорожный вокзал
- Лесопарк Капа в мае
- Лесопарк Капа зимой
- Детский сад "Сипсик"

### Комментарии
1. ↑  Эстонские топонимы, оканчивающиеся на -а, не склоняются (исключение — Нарва)